# 樹林伸
樹林 伸（きばやし しん、1962年7月22日 - ）は、漫画原作者、小説家、脚本家。東京都出身。血液型O型。東京都立武蔵高等学校、早稲田大学政治経済学部卒業。

## 概略
単独で活動しているほか、実姉でノンフィクション作家でもある樹林ゆう子と2人でユニットを組み、亜樹 直（あぎ ただし）をはじめ数々のペンネームで活動している（「亜樹直」以外のペンネームについては後述）。
代表作には、下記のような作品が挙げられる。
天樹征丸名義
- 『金田一少年の事件簿』
- 『探偵学園Q』

安童夕馬名義
- 『サイコメトラーEIJI』
- 『クニミツの政』
- 『シバトラ』

その他
- 『GetBackers-奪還屋-』（青樹佑夜名義）
- 『BLOODY MONDAY』（龍門諒名義）
- 『神の雫』（亜樹直名義）

## 来歴

### 生い立ち
1962年生まれ、東京都武蔵野市出身。早稲田大学に進学し、政治経済学部にて学んだ。1987年、早稲田大学を卒業した。

### 編集者として
1987年、講談社に入社し、『週刊少年マガジン』編集部で漫画編集に携わる。新人の頃から編集部にはあまり詰めておらず、打ち合わせで外出していることが多く、作品に深く関わってストーリーに口を出すタイプであったという。また、同人誌即売会や学園祭に行ったり、新人からの電話を取ったりと新人発掘に注力していた。
新人1年目に、新人漫画家だった安達哲と一緒に作った短編『ホワイトアルバム』を応募し、新人マンガ賞の「特選賞」を取った。1年目の終わりに同作で連載することになり、編集者として初連載となった。しかし、人気が振るわずわずか3～4回目で12回で打ち切りになることが決定される。しかし、そこから会議でごねて「あと2話だけやらせてほしい」と交渉。そこから10話から手直しをして11話からガラッと話を変えたことから、それまで最下位近くだった順位が、11話で7位 → 12話で2位 → 13話で4位 → 最終話で1位となり、初めての成功体験となったという。
編集者時代の担当作品には『シュート!』『GTO』などがあり、原作クレジットが無くとも原作者並みにストーリーに関わってくることで有名だった。また、『金田一少年の事件簿』の編集を担当していたため、彼をモデルにした「キバヤシ」という名のキャラクターが複数回登場した。
超常現象をテーマにした漫画『MMR マガジンミステリー調査班』の、主人公「キバヤシ隊長」のモデルとなった人物としても知られる。

### 漫画原作者として
1999年に講談社を退社し、原作者として独立する。2007年には、『神の雫』で日本でのワイン普及に貢献したとして、ボジョレワイン騎士団から「騎士号」の称号を贈られた。称号授与式には姉弟の2人で出席し、公式の場で「亜樹直」は姉弟の共同のペンネームであることを明らかにしている。
また、2010年にはフランスの代表的なワイン誌『ラ・ルビュー・ド・バン・ド・フランス』による「ワイン今年の人」の特別賞（最高賞）に、同作の作画を担当するオキモト・シュウと共に選ばれた。2013年4月、クールジャパン推進会議ポップカルチャーに関する分科会の一員に選ばれる。
2019年、『神の雫』で日仏両国でフランスワインの振興に貢献したことが高く評価され、フランス政府芸術文化勲章シュヴァリエを受章。

## 人物・作風
ペンネームには以下のとおり複数存在するが、インタビューなどに答える場合は「亜樹 直」の名義を使用している。
- 安童夕馬（あんどう ゆうま）
- 青樹佑夜（あおき ゆうや）
- 天樹征丸（あまぎ せいまる）[2][注 2]
- 有森丈時（ありもり じょうじ）
- 伊賀大晃（いがの ひろあき）[2]
- 龍門諒（りゅうもん りょう）[7]
- S.K
- キバヤシ

ジャンル毎に異なるペンネームを用いており、一部は実姉との共有筆名だとも言われる。小説家としては天樹征丸のペンネームで、『金田一少年の事件簿』のノベルス（後に原作も担当）、サイコミステリー作品『東京ゲンジ物語』、本名の樹林伸名義で、恋愛小説『リインカーネイション 恋愛輪廻』（光文社）、クライムノベル『ビット・トレーダー』（幻冬舎）などを発表している。
漫画原作者として数々のヒット作を世に送り出し、そのほとんどがテレビドラマ化などがされた。ワイン収集、水彩画を描くなどの趣味がある。ワイン番組に出演する機会も増えている。
現代的な舞台設定を好み、頭脳を使うミステリー形式をストーリーに組み込んだ作品が多い。他方、サッカーを題材としたスポーツ漫画『エリアの騎士』の原作も伊賀大晃名義で手掛けている。
多数の大ヒット作を生み出している一方で、短期連載に終わった作品も存在している。

## 主な作品

### 漫画原作
※太字はテレビドラマやアニメなどの映像化がされた作品。

#### 天樹征丸名義
- 金田一少年の事件簿（漫画：さとうふみや、『週刊少年マガジン』→『イブニング[10]』、1995年第19回講談社漫画賞少年部門）
  - FILEシリーズ（原案、全27巻）、Caseシリーズ（全10巻）、Short Fileシリーズ（全6巻）、Akechi Fileシリーズ（全2巻）、第II期新シリーズ（全14巻）[注 3]、20周年記念シリーズ（全5巻）、金田一少年の事件簿30th（全4巻）、小説（全8巻）
  - 金田一37歳の事件簿（漫画：さとうふみや、『イブニング』→『コミックDAYS』[11]、全18巻）
  - 金田一パパの事件簿（漫画：さとうふみや、『コミックDAYS』）
- 探偵学園Q[12]（漫画：さとうふみや、『週刊少年マガジン』、全22巻）
- リモート（漫画：こしばてつや、『週刊ヤングマガジン』、全10巻）
- 零 影巫女（漫画：hakus、『マンガボックス』、全7巻）
- Yの箱船（漫画：石蕗永地、『コロコロアニキ』、全5巻）
- 死ぬほど愛して（漫画：草壁エリザ、『女性自身』、全5巻）
- ギフテッド（漫画：雨宮理真、『なかよし』[13]、既刊10巻）

#### 安童夕馬名義
- サイコメトラーEIJI（漫画：朝基まさし、『週刊少年マガジン』、全25巻）
  - サイコメトラー（漫画：朝基まさし、『週刊ヤングマガジン』、既刊15巻、一時休載）※「サイコメトラーEIJI」の続編
  - でぶせん（漫画：朝基まさし、『週刊ヤングマガジン』連載、全9巻）※「サイコメトラー」に登場する人物のスピンオフ作品
  - サイコメトラー超感覚探偵（脚色・作画：WHY NOT ME、原作：朝基まさし、企画：RED SEVEN、『ピッコマ』連載）※「サイコメトラー」を原作とした作品[14]
- 東京エイティーズ（漫画：大石知征、『ビッグコミックスピリッツ』、全11巻）
- クニミツの政 （漫画：朝基まさし、『週刊少年マガジン』、全27巻　2003年（第27回）講談社漫画賞少年部門受賞
- シバトラ（漫画：朝基まさし、『週刊少年マガジン』、全15巻）
- 探偵犬シャードック（漫画：佐藤友生、『週刊少年マガジン』、既刊7巻、休載中）
- 新宿D×D（漫画：彭傑、『マンガボックス』、全5巻）
- code:ノストラ（漫画：明石英之、『週刊ヤングマガジン』→『ヤンマガWeb』[15]2022年7月18日[16] - 2022年12月19日[17]、全4巻）

#### 青樹佑夜名義
- GetBackers-奪還屋-（漫画：綾峰欄人、『週刊少年マガジン』、全39巻）
- 鬼若と牛若 Edge of the World（漫画：綾峰欄人、『週刊少年マガジン』、休載中）

#### 亜樹直名義
- サイコドクター（漫画：的場健、『モーニング』、全8巻）
- サイコドクター楷恭介（漫画：オキモト・シュウ、『モーニング』、全4巻）
- 神の雫（漫画：オキモト・シュウ、『モーニング』、全44巻）
  - マリアージュ 〜神の雫 最終章〜（漫画：オキモト・シュウ、『モーニング』、全26巻）
  - 神の雫 deuxième（漫画：オキモト・シュウ、『モーニング』[18]、全2巻）
- 学校の怖い噂（漫画：ひきた美幸、『週刊少年マガジン』、全5巻）
- 怪盗ルヴァン（漫画：オキモト・シュウ、『モーニング』、全2巻）
- フーディーズ（漫画：中西淳、『週刊ヤングマガジン』2024年49号[19]、2024年50号[20]） - 読み切り前後編[19][20]

#### 有森丈時名義
- アソボット戦記五九（漫画：葵ろむ、『週刊少年マガジン』→『マガジンSPECIAL』、全7巻）
- スノードルフィン（漫画：大石知哉、『週刊少年マガジン』、全4巻）

#### 伊賀大晃名義
- エリアの騎士（漫画：月山可也、『週刊少年マガジン』連載、全57巻）
- 神さまの恋人（漫画：月山可也、『週刊ヤングマガジン』連載、全5巻）
- iコンタクト（漫画：月山可也、『週刊少年マガジン』連載、全4巻）

#### 龍門諒名義
- BLOODY MONDAY（漫画：恵広史、『週刊少年マガジン』、1st Season（無印） 全11巻、2nd Season 全8巻、ラストシーズン 全4巻）

#### 樹林伸名義
- 金田一少年の事件簿（漫画：さとうふみや、『週刊少年マガジン』、不定期連載）
  - FILEシリーズ（原案、編集）[注 3]
- 風と雷（漫画：星野泰視、『モーニング』、短期集中連載、全1巻）
- BLUE FIGHT〜蒼き若者たちのブレイキングダウン〜（漫画：五褒美、『週刊ヤングマガジン』2024年46号[21] - ） - 原作はYOAKE FILMと共に担当、脚本も担当[21]

### 小説

#### 天樹征丸名義
- 東京ゲンジ物語（講談社、小説）
  - 後に漫画化。
  - 作：沢田翔、ケータイ★まんが王国、未単行本化。
  - 作：尾崎南、マンガボックス、全5巻

#### 青樹佑夜名義
- サイコバスターズ（講談社、ライトノベル） 
  - 後に漫画化。作：奈央晃徳、『マガジンSPECIAL』連載、全7巻。

#### 樹林伸名義
- リインカーネイション 恋愛輪廻（光文社、小説）
- ビット・トレーダー（幻冬舎、小説）
- 「でっけえ歌舞伎」入門 マンガの目で見た市川海老蔵（講談社、ドキュメント本）
- クラウド（幻冬舎、小説）
- 陽の鳥（講談社、小説）
- 東京ワイン会ピープル（文藝春秋社、小説）
- 冬を越せるキリギリス（DaiGoとの共著[注 4]、講談社、2014年7月8日初版発行、ISBN 978-4-06-218953-8）
- ドクター・ホワイト 千里眼のカルテ（KADOKAWA/角川文庫、小説、2015年）
- ドクター・ホワイト 神の診断（角川文庫、小説、2019年）

### その他

#### 天樹征丸・樹林伸名義
- ピッキングトリオの事件簿（テレビドラマ、原作・脚本）

#### 天樹征丸名義
- 金田一少年の事件簿 香港九龍財宝殺人事件（テレビドラマ、原作・脚本）
- 金田一少年の事件簿 獄門塾殺人事件（テレビドラマ、原作・脚本）
- 金田一くんの冒険（講談社青い鳥文庫）

#### 青樹佑夜名義
- サイコバスターズ（講談社、ライトノベル） 
  - 後に漫画化。作：奈央晃徳、『マガジンSPECIAL』連載、全7巻。

### テレビ出演

#### 亜樹直名義
- マツコの知らない世界（2018年6月12日、TBS）- 「ワインの世界」紹介者として姉弟2人で出演。

#### 樹林伸名義
- 1番だけが知っている（2020年1月27日、TBS）- 1番衝撃を受けた実際の事件の語り手、「金田一少年の事件簿」原作者として出演。
- タイプライターズ〜物書きの世界〜（2022年2月27日、BSフジ）- テーマは「漫画原作者の世界」。

### 映画出演
- 唐人街探偵 東京MISSION（2021年 中国映画、原題：唐人街探案3） - コスプレ店の店主 役（カメオ出演）